# آرچی استرایتون
آرچی استرایتون (انگلیسی: Archie W. Straiton; ۲۷ اوت ۱۹۰۷ – ۲۲ ژوئیهٔ ۲۰۰۰) دانشمند اهل ایالات متحده بود.
وی همچنین برندهٔ جوایزی همچون مدال ادیسون انجمن مهندسان برق و الکترونیک شده‌است.